# 1141 dans les croisades
Cette page regroupe les évènements concernant les Croisades qui sont survenus en 1141 : 
- Barisan fait construire à Yebna le château d'Ibelin.
- Le Coran est traduit en latin[1].